# Braulio Orejas-Miranda
Braulio Rubí Orejas-Miranda (* 19. Februar 1933 in Montevideo; † 8. Mai 1985 ebenda) war ein uruguayischer Herpetologe, Naturschützer und Pädagoge.

## Leben
Orejas-Miranda schloss 1952 nach dem Besuch der Primar- und Sekundarschule sein Studium mit dem Lehrdiplom ab. Von 1953 bis 1960 war er Sekundarschullehrer, von 1955 bis 1957 Pädagoge bei der Lehrerausbildung und von 1957 bis 1967 Hochschuldozent. Von 1960 bis 1961 war er zudem Vertragsprofessor für Biologie an der Universidad Central de Venezuela in Caracas, 1964 an der Universidad del Valle in Cali, Kolumbien und 1970 am Instituto Nacional de Ciencias in Bogotá. 1969 erwarb er einen Abschluss in Biowissenschaften an der Universidad de la República, Uruguay, und absolvierte von 1971 bis 1973 ein Postgraduiertenstudium am Instituto de Biociências der Universidade Federal de São Paulo, Brasilien.
Parallel zu seiner Lehrtätigkeit entwickelte Orejas-Miranda eine ausgeprägte Leidenschaft für die Naturwissenschaften, insbesondere für die Herpetologie. Bereits früh engagierte er sich im Museo Nacional de Historia Natural de Uruguay in Montevideo und nahm als Herpetologe an den von Miguel A. Klappenbach geleiteten Expeditionen nach Mato Grosso (1955) sowie nach Venezuela und Guyana (1957) teil. Im Jahr 1958 veröffentlichte er seine erste wissenschaftliche Arbeit. Am Museo Nacional de Historia Natural de Uruguay war er von 1954 bis 1970 als Präparator in Botanik und anschließend bis 1975 als Laborleiter tätig.
In der weiteren Verlauf seiner Karriere bekleidete er mehrere bedeutende Positionen: Von 1960 bis 1961 war er Direktor des Parque Zoológico El Pinar in Caracas, von 1967 bis 1970 nationaler Inspektor für Wissenschaftsangelegenheiten der Nationalen Inspektion der Grund- und Regelschulbildung von Uruguay sowie von 1971 bis 1982 Spezialist in der Abteilung für Grundlagenwissenschaften der Organisation Amerikanischer Staaten (OAS) in Washington, D.C. 1975 fungierte er als leitender Berater für das Projekt des Parque Zoológico Nacional Arq. Manuel Valverde Podestá der Dominikanischen Republik und von 1982 bis 1985 Spezialist im Programm Der Mensch und die Biosphäre des Regionalbüros für Wissenschaft und Technologie für Lateinamerika und die Karibik (ROSTLAC, UNESCO) in Montevideo, Uruguay.
Von 1969 bis 1970 hatte er ein Stipendium der John Simon Guggenheim Foundation. Zudem war er wissenschaftlicher Mitarbeiter am National Museum of Natural History (in der Abteilung für Amphibien und Reptilien) des Smithsonian Institution in Washington, D.C., von 1967 bis zu seinem Tod im Jahr 1985. Während seiner Laufbahn nahm er an zahlreichen Kongressen teil, darunter die lateinamerikanischen zoologischen Kongresse in La Plata (1959), São Paulo (1962), Santiago de Chile (1965) und Montevideo (1971) sowie der Internationale Kongresse für Zoologie in Washington, D.C. (1963).
Darüber hinaus war er Mitglied verschiedener wissenschaftlicher Gesellschaften, darunter die American Society of Ichthyologists and Herpetologists, die Latin American Association of Ichthyologists and Herpetologists, die Deutsche Gesellschaft für Herpetologie und Terrarienkunde, die National Science Teachers Association, die Sociedad Argentina de Ciencias Naturales, die Sociedad Venezolana de Ciencias Naturales, die Sociedad Zoológica del Uruguay und die Society for the Study of Amphibians and Reptiles.
Seine charismatische Persönlichkeit ermöglichte es ihm, insbesondere durch seine Positionen bei der Organisation Amerikanischer Staaten und der UNESCO, eine bedeutende Rolle bei der Förderung der wissenschaftlichen Entwicklung in Lateinamerika zu spielen. Dies äußerte sich in zahlreichen Forschungsprojekten, die durch diese internationalen Organisationen finanziert wurden. 
Zwischen 1958 und 1977 veröffentlichte Orejas-Miranda 45 wissenschaftliche Schriften, davon waren 24 herpetologischer Natur. Zu seinen wissenschaftlichen Erstbeschreibungen zählen Philodryas aestivus manegarzoni Orejas-Miranda, 1959, Rhinoleptus Orejas-Miranda, Roux-Estève & Guibe, 1970, Epictia amazonica (Orejas-Miranda, 1969), Epictia australis (Freiberg & Orejas-Miranda, 1968), Epictia diaplocia (Orejas-Miranda, 1969), Epictia guayaquilensis (Orejas-Miranda & Peters, 1970), Epictia munoai (Orejas-Miranda, 1961), Epictia peruviana (Orejas-Miranda, 1969), Epictia teaguei (Orejas-Miranda, 1964) und Epictia tricolor (Orejas-Miranda & Zug, 1974). 
Orejas-Miranda war verheiratet mit María del Carmen Zeballso Beracochea, mit der die beiden Töchter Laura und Gabriela hatte.
Er starb am 8. Mai 1985 im Alter von 52 Jahren an einem Herzinfarkt.

## Dedikationsnamen
Orejas-Miranda wurden die Schneckenart Olivella (Olivina) orejasmirandai Klappenbach, 1986 und die Krötenart Melanophryniscus orejasmirandai Prigioni & Langone, 1986 gewidmet.